# Штрокави пазух
Штрокави пазух је други соло албум српског репера Ајс Нигрутина. Албум је изашао 2005. године. На албуму се налази седамнаест песама.

## Песме
На албуму се налазе следеће песме:
1. Спејс Нигрутин
2. Бекам
3. И Битове Синовац
4. Пролеће Је Стигло
5. Скит Asher
6. Индо Граса
7. Насрадна
8. 3000 Евра
9. Остругале Пете
10. Пјур Плеја
11. Љути Начос
12. Масно Све
13. Новитети Старих Дрогераша
14. Сквош
15. Ортак Веља Чава
16. Оклагија
17. Флип Мали